# Miss Venezuela 2022
Miss Venezuela 2022 fue la sexagésima novena (69°) edición del certamen Miss Venezuela, cuya final celebró los 70 años del concurso y se realizó en el Poliedro de Caracas en la ciudad de Caracas, Venezuela el 16 de noviembre de 2022. 24 candidatas compitieron por el título. Al final del evento Amanda Dudamel, Miss Venezuela 2021 de la Región Andina, coronó a Diana Silva, del Distrito Capital, como su sucesora.
El evento fue producido y transmitido en vivo para toda Venezuela por Venevisión, en coproducción con Advanta Isaac.

## Historia
La temporada de postulaciones para participar en el Miss Venezuela 2022 inició el 11 de abril de 2022 y culminó el 16 de junio de ese mismo año. El proceso de Evaluación Presencial Integral (EPI) se llevó a cabo el viernes 8 de julio de 2022, día en que se confirmó que regresaría el tradicional grupo de 24 aspirantes a la corona, a diferencia de ediciones anteriores en las que estados como Amazonas, Bolívar, Delta Amacuro; Anzoátegui, Monagas, Sucre; Mérida, Táchira y Trujillo fueron unificados en las bandas de Región Guayana, Región Oriental y Región Andina, respectivamente.
El 18 de julio de 2022, la Organización Miss Venezuela hizo oficial la reincorporación de los certámenes regionales, después de cuatro años de suspensión. Los estados Anzoátegui, Bolívar, Carabobo, Monagas y Zulia tendrán la oportunidad de elegir a las representantes de sus respectivas entidades a través de concursos locales. Por su parte, el resto de jóvenes que aspiren a convertirse en candidatas oficiales y obtener una de las 19 bandas que faltan por definir, pueden hacerlo una vez que hayan superado con éxito la Evaluación Presencial Integral (EPI), llevada a cabo en la Quinta Miss Venezuela en la ciudad de Caracas.
Con respecto a la sede, los propietarios del Grupo Maruma mostraron interés en llevar la sede del Miss Venezuela 2022 por segunda ocasión fuera de la ciudad de Caracas y realizar la septuagésima edición aniversaria del certamen en el Palacio de Eventos de la ciudad de Maracaibo, tal como sucedió en el año 2010. El equipo de producción de Venevisión viajó a la ciudad marabina para reunirse con los propietarios del Palacio de Eventos y el Hotel Crowne Plaza Maruma, pero debido a la falta de interés por parte de la Gobernación del Zulia, no se concretaron las negociaciones.
Otras opciones que se barajaron fueron el Teatro Municipal de Caracas y el Teatro Teresa Carreño, pero finalmente, el 28 de julio de 2022, luego de varias semanas de especulaciones, Ejecutivos de Venevisión firmaron el contrato con autoridades del Poliedro de Caracas, oficializando así que la celebración de los 70 años del magno evento de la belleza se llevará a cabo el miércoles 16 de noviembre bajo la cúpula del emblemático recinto que ha servido como escenario de la noche más linda del año en más de 20 ocasiones comprendidas entre los años de 1975 y 2013.

## Áreas de competencia

### Final
La noche final será transmitida en vivo para toda Venezuela por Venevisión. Al exterior por Ve Plus TV y para Estados Unidos y Puerto Rico vía Univisión Alta definición; además se transmitirá vía internet para todos los países y territorios desde Caracas, Venezuela.
Todas las candidatas serán evaluadas por un Jurado final:
- Las candidatas se presentaron en el opening de la noche.
- Posteriormente, desfilaron en traje de baño.
- Luego las candidatas desfilaron en traje de gala hechos a su gusto por distintos diseñadores.
- Después, se escogió a las 10 semifinalistas.
- Luego el grupo fue reducido a 5 Finalistas
- Después se escogió a las 5 finalistas que tendrán que responder la pregunta final, tendrán su desfile final y se determinará quien resultó Miss International Venezuela 2022 y seguidamente a la ganadora del Miss Venezuela 2022.

### La Magia de ser Miss
El 8 de julio de 2022, Nieves Soteldo confirmó que sería la conductora por segundo año consecutivo del reality show La Magia de ser Miss.

### Presentación oficial a la prensa y Gala Interactiva
El viernes 19 de agosto, Venevisión anunció el regreso de los eventos previos a la noche final del Miss Venezuela en el marco de la temporada de la belleza.
La presentación oficial de las candidatas en donde se les entregaron las banda oficiales a las 24 candidatas se realizó el sábado 10 de septiembre en el estudio 1 de Venevisión, evento que no se realizaba desde el año 2018.
La Gala Interactiva, evento preliminar en el que se entregan las primeras premiaciones a las candidatas a través del voto del público se llevó a cabo el 22 de octubre, a pocas semanas de la noche final, luego de seis años de ausencia.

## Resultados
Las ganadoras de esta edición representarán a Venezuela en la 72.ª edición de Miss Universo y la 61.ª edición de Miss Internacional.
| Resultado final                   | Candidata |
| --------------------------------- | --- |
| Miss Venezuela 2022               | - Distrito Capital - Diana Silva |
| Miss International Venezuela 2022 | - Portuguesa - Andrea Rubio |
| Primera finalista                 | - Delta Amacuro - Daniela Malavé |
| Segunda finalista                 | - La Guaira - Andrea Romero |
| Tercera finalista                 | - Amazonas - Katheryne Bello |
| Top 10                            | - Anzoátegui - Mariángel Tovar - Bolívar - Ana Elena Erazo - Carabobo - Lorena Bodenski - Mérida - Litzy González - Nueva Esparta - Sharon Frontado |

## Premios especiales
| Premio          | Candidata                                                 |
| --------------- | --------------------------------------------------------- |
| Miss Fotogénica | - Distrito Capital - Diana Silva                          |
| Miss Amistad    | - Apure - Luisana Siso                                    |
| Miss Multimedia | - Distrito Capital - Diana Silva                          |
| Miss Elegancia  | - Delta Amacuro - Daniela Malavé                          |
| Mejor Diseño    | - Carabobo - Lorena Bodenski (Diseñador Wilfredo Camacho) |

## Gala Interactiva de la Belleza
Las siguientes premiaciones serán otorgados por el voto popular a través de la página oficial de Miss Venezuela y su cuenta oficial de Twitter.
| Premio                      | Candidata                      |
| --------------------------- | ------------------------------ |
| El Rostro Más Bello         | Distrito Capital - Diana Silva |
| Miss Influencer             | Portuguesa - Andrea Rubio      |
| Miss Belleza Extrema        | Guárico - Alessandra Marubini  |
| Miss Belleza Integral       | Cojedes - Linamar Nadaf        |
| Miss Figura                 | Amazonas - Katheryne Bello     |
| Miss Glamour                | Delta Amacuro - Daniela Malavé |
| Miss Manos de pasarela      | Portuguesa - Andrea Rubio      |
| Miss Pelo Lindo             | Amazonas - Katheryne Bello     |
| Miss Personalidad           | Aragua - Jessica Alaimo        |
| Miss Piel linda y saludable | La Guaira - Andrea Romero      |
| Miss Sonrisa                | Delta Amacuro - Daniela Malavé |
| Miss Tecnología             | Distrito Capital - Diana Silva |

## Candidatas
24 candidatas participaron en el certamen:
(En la tabla se utiliza su nombre completo, los sobrenombres van entrecomillados y los apellidos utilizados como nombre artístico, entre paréntesis; fuera de ella se utilizan sus nombres «artísticos» o simplificados)
| Estado           | Candidata                                 | Edad | Estatura (m) | Ciudad Natal   |
| ---------------- | ----------------------------------------- | ---- | ------------ | -------------- |
| Amazonas         | Katheryne Saharaí Bello Guevara           | 22   | 1,77 m       | Caracas        |
| Anzoátegui       | Mariángel Del Valle Barrios Tovar         | 23   | 1,76 m       | Cumaná         |
| Apure            | Luisana Siso Castillo                     | 25   | 1,77 m       | Caracas        |
| Aragua           | Jessica Antonella Alaimo Barreto          | 25   | 1,73 m       | Maracay        |
| Barinas          | Jenyfeer Narleth Baudin Peña              | 24   | 1,73 m       | Mérida         |
| Bolívar          | Ana Elena Erazo Torres                    | 26   | 1,75 m       | Ciudad Bolívar |
| Carabobo         | Lorena Marian Bodenski Barrios            | 26   | 1,75 m       | Valencia       |
| Cojedes          | Linamar Nadaf Wahbi                       | 26   | 1,70 m       | Barquisimeto   |
| Delta Amacuro    | Daniela Alejandra Malavé González         | 24   | 1,78 m       | Ciudad Bolívar |
| Distrito Capital | Diana Carolina Silva Francisco            | 25   | 1,78 m       | Caracas        |
| Falcón           | Yulibeth María Sánchez Bracho             | 22   | 1,73 m       | Coro           |
| Guárico          | Alessandra Chiquinquirá Marubini Helmeyer | 22   | 1,74 m       | Caracas        |
| La Guaira        | María Andrea Romero Morelo                | 25   | 1,78 m       | Caracas        |
| Lara             | Zaren Belén Loyo Perdomo                  | 26   | 1,76 m       | Barquisimeto   |
| Mérida           | Litzy Sarahí González Suárez              | 19   | 1,76 m       | Mérida         |
| Miranda          | Victoria Higinia Cruz Gygax               | 27   | 1,70 m       | Chacao         |
| Monagas          | Alejandra Carolina Chacín Maza            | 22   | 1,76 m       | Maturín        |
| Nueva Esparta    | Sharon Frontado Canelón                   | 23   | 1,80 m       | Caracas        |
| Portuguesa       | Andrea Valentina Rubio Armas              | 23   | 1,71 m       | Caracas        |
| Sucre            | Katiuska Nazareth Andrade Rivero          | 23   | 1,76 m       | Guanta         |
| Táchira          | Martha Juddit Rodríguez Rincón            | 23   | 1,74 m       | Bailadores     |
| Trujillo         | Alessandra Combatti Rinaldi               | 25   | 1,75 m       | Valera         |
| Yaracuy          | María Eugenia «Maru» Jiménez Freitez      | 27   | 1,84 m       | San Felipe     |
| Zulia            | Carla Valeria Romero Chirinos             | 21   | 1,76 m       | Maracaibo      |

## Datos acerca de las delegadas
- Algunas de las delegadas del Miss Venezuela 2022 han participado o participarán en otros certámenes de importancia nacionales e internacionales:
  - Mariángel Tovar (Anzoátegui) participó en el Miss Earth Venezuela 2019 donde logró ser Miss Venezuela Air 2019, además fue Top 7 en el Miss Supranacional Venezuela 2019.
  - Jenyfeer Baudin (Barinas) participó en el Miss Grand Los Andes 2021 donde logró ser segunda finalista.
  - Diana Silva (Distrito Capital) ganó Berbely Model 2015, Miss Turismo Venezuela 2017, Miss City Tourism World 2017 y Miss Earth Venezuela 2018, esté último dándole el derecho de representar a Venezuela en el Miss Tierra 2018 donde logró ser Top 8.
  - Andrea Romero (La Guaira) participó en el Concurso by Osmel Sousa donde logró la posición de primera finalista. Tiempo después fue designada Reina Hispanoamericana Venezuela 2021, dándole el derecho de representar a Venezuela en el Reina Hispanoamericana 2021 donde logró la posición de segunda finalista.
  - Zaren Loyo (Lara) ganó el Top Model of the World Venezuela 2020, dándole el derecho de representar a Venezuela en el Top Model of the World 2020 donde logró ser Top 15.
  - Katiuska Andrade (Sucre) participó en el Miss Earth Venezuela 2018 donde logró ser Top 13.

- Algunas de las delegadas nacieron o viven en otro estado al que representan, o bien, tienen un origen étnico distinto:
  - Jessica Alaimo (Aragua) radica en Chile y es de ascendencia italiana por el lado paterno.
  - Lorena Bodenski (Carabobo) es de ascendencia polaca por el lado paterno.
  - Diana Silva (Distrito Capital) es de ascendencia peruana por el lado paterno y portuguesa del lado materno.
  - Andrea Romero (La Guaira) es de ascendencia colombiana por el lado materno.
  - Linamar Nadaf (Cojedes) es de ascendencia siria.
  - Alessandra Marubini (Guárico) y Alessandra Combatti (Trujillo) son de ascendencia italiana.
  -  Victoria Cruz (Miranda) es de ascendencia suiza por el lado materno.
  - Andrea Rubio (Portuguesa) radica en Bogotá, Colombia desde 2018.

- Otros datos significativos de algunas delegadas:
  - Maru Jiménez (Yaracuy) es la candidata de mayor estatura con 1,84 m, mientras que las de menor estatura son Linamar Nadaf (Cojedes) y Victoria Cruz Gygax (Miranda) con 1,70 m.
  - Victoria Cruz Gygax (Miranda) y  Maru Jiménez (Yaracuy) son las candidatas de mayor edad, con 27 años cada una, mientras que la de menor edad es Litzy González (Mérida) con 19 años.
  - Doce (12) de las veinticuatro (24) candidatas son originarias de los Estados que representan: Jessica Alaimo (Aragua), Ana Elena Erazo (Bolívar), Lorena Bodenski (Carabobo), Diana Silva (Distrito Capital), Yulibeth Sánchez (Falcón), Zaren Loyo (Lara), Litzy González (Mérida), Victoria Cruz Gygax (Miranda), Alejandra Chacín (Monagas), Alessandra Combatti (Trujillo), Maru Jiménez (Yaracuy) y Carla Romero (Zulia).
  - Linamar Nadaf (Cojedes) es prima segunda por lado materno de Mariam Habach, Miss Venezuela 2015.